# Dragon Ball Z: Super Butōden
La serie Dragon Ball Z: Super Butōden (ドラゴンボールZ 超武闘伝?, Doragon Bōru Zetto Chō Butōden, lett. "Dragon Ball Z: Super Fighting Story") è una serie di picchiaduro basata sull'anime e sul manga Dragon Ball Z. Ogni episodio è stato sia sviluppato che pubblicato da Bandai. Ci sono tre episodi per il Super Nintendo e uno per il Sega Saturn.

## Modalità di gioco
Ogni titolo ha modalità di gioco simili:
- Story mode: modalità che segue, piuttosto vagamente, le storie raccontate nella serie animata e nei fumetti;
- Classic fight: modalità di scontri singoli 1 contro 1; è possibile organizzare scontri con la CPU o contro avversari umani.
- Tournament: modalità di scontri 1 contro 1, nel quale si combatte con una serie di personaggi per vincere il torneo finale.
- Pratice: modalità nel quale è possibile scontrarsi con personaggi gestiti dalla CPU ma si è dotato di vita infinita. Appare solo in Super Butōden 3 e in Shin Butōden.

Shin Butōden possiede anche altre due modalità esclusive: Group Battle e Mr. Satan mode. Nella prima è possibile creare una squadra di cinque personaggi, con il quale combattere contro un'altra squadra; nella seconda Mr. Satan deve guadagnare abbastanza denaro per pagare i debiti a C-18: per farlo è possibile piazzare scommesse sui vari scontri e utilizzare oggetti in grado di barare (bucce di banana, dinamite, armi ecc).
Inoltre come caratteristica di tutta la serie è quella di dividere lo schermo quando i personaggi si allontanano troppo tra di loro, in modo da non dover modificare la dimensione dei personaggi, permettendo anche una grande libertà di movimento.

## Super Famicom

### Dragon Ball Z: Super Butōden
Dragon Ball Z: Super Butōden (ドラゴンボールZ 超武闘伝?, Doragon Bōru Zetto Chō Butōden, lett. "Dragon Ball Z: Super Fighting Story") è il primo episodio della serie Super Butōden. Il gioco fu distribuito in Giappone il 20 marzo 1993 mentre in Francia e in Spagna il 30 novembre del 1993. Super Butōden presenta 10 personaggi e la sua story mode spazia dall'ultima parte di Dragon Ball fino alla conclusione del Cell Game.

### Dragon Ball Z: Super Butōden 2
Dragon Ball Z: Super Butōden 2 (ドラゴンボールZ 超武闘伝2?, Doragon Bōru Zetto Chō Butōden Tzū, lett. "Dragon Ball Z: Super Fighting Story 2"), chiamato Dragon Ball Z 2: la Légende Saien in Francia, è il secondo episodio della serie Super Butōden. Il gioco fu distribuito in Giappone il 17 dicembre 1993 mentre in Francia e in Spagna nel 1994. Super Butōden 2 presenta 10 personaggi ed è ambientato al tempo del Cell Game, con variazioni laterali che coinvolgono Borjack, Zangya e Broly, senza alcun rapporto con i film dai quali provengono. Per ragioni di riadattamento, questi tre personaggi sono stati rinominati rispettivamente Kujila, Aki e Tara nella versione francese.
La story mode divenne molto popolare all'epoca a causa delle tante possibili variazioni. A seconda se il giocatore vince o perde una battaglia, la storia prenderà una piega diversa, che porta a molte possibilità di sperimentare. La traduzione ufficiale francese fu molto approssimativa e il più delle volte di difficile comprensione per chi aveva familiarità con la storia di Dragon Ball. Un numero significativo di frasi era grammaticalmente scorretto, a volte tanto da risultare completamente incoerenti.

### Dragon Ball Z: Super Butōden 3
Dragon Ball Z: Super Butōden (ドラゴンボールZ 超武闘伝3?, Doragon Bōru Zetto Chō Butōden Surī, lett. "Dragon Ball Z: Super Fighting Story 3"), chiamato Dragon Ball Z 3: Ultime Menace in Francia, è il terzo episodio della serie Super Butōden. Il gioco fu distribuito in Giappone il 29 settembre 1994 mentre in Francia e Spagna nel 1994. Super Butōden 3 presenta 10 personaggi. Curiosamente, è l'unico gioco della serie privo di una story mode.

## Sega Saturn

### Dragon Ball Z: Shin Butōden
Dragon Ball Z: Shin Super Butōden (ドラゴンボールZ 真武闘伝?, Doragon Bōru Zetto Shin Butōden, lett. "Dragon Ball Z: True Fighting Story") è il quarto episodio della serie Super Butōden. Il gioco fu distribuito solo in Giappone il 17 novembre 1995. Il titolo presenta 26 personaggi e la story mode va dall'arco degli Androidi al Cell Game. Curiosamente, gli sprites dei personaggi erano stati usati in un precedente gioco di Dragon Ball Z, Dragon Ball Z: Ultimate Battle 22 per PlayStation. Allo stesso modo, i video introduttivi dei due videogiochi presentano le stesse immagini, ma con un montaggio e una colonna sonora diversi.

## Personaggi
| Combattente                 | 1  | 2  | 3  | Shin |
| --------------------------- | -- | -- | -- | ---- |
| 16                          | Si | No | No | Si   |
| 18                          | Si | No | Si | Si   |
| Borjack/Kujila              | No | Si | No | No   |
| Broly/Tara                  | No | Si | No | No   |
| Crilin                      | No | No | No | Si   |
| Capitano Ginew              | No | No | No | Si   |
| Cell                        | Si | Si | No | Si   |
| Cell Jr.                    | No | Si | No | No   |
| Darbula                     | No | No | Si | Si   |
| Dr. Gelo                    | Si | No | No | No   |
| Freezer                     | Si | No | No | Si   |
| Gogeta                      | No | No | No | Si   |
| Gotenks                     | No | No | No | Si   |
| Great Saiyaman              | No | No | No | Si   |
| Kaiohshin                   | No | No | Si | Si   |
| Maestro Muten               | No | No | No | Si   |
| Majin Bu                    | No | No | Si | Si   |
| Majin Vegeta                | No | No | No | Si   |
| Mr. Satan                   | No | No | No | Si   |
| Piccolo                     | Si | Si | No | Si   |
| Rikoom                      | No | No | No | Si   |
| Son Gohan                   | No | Si | Si | Si   |
| Son Gohan (ragazzo)         | Si | No | No | No   |
| Son Goku                    | Si | Si | Si | Si   |
| Son Goku (bambino)          | No | No | No | Si   |
| Son Goten                   | No | No | Si | Si   |
| Super Bu                    | No | No | No | Si   |
| Tenshinhan                  | No | No | No | Si   |
| Trunks (bambino)            | No | No | Si | Si   |
| Trunks "Futuro Alternativo" | Si | Si | Si | Si   |
| Vegeta                      | Si | Si | Si | Si   |
| Yamcha                      | No | No | No | Si   |
| Zangya/Aki                  | No | Si | No | No   |
| Zarbon                      | No | No | No | Si   |